# Zum Heiligen Kreuz (Neu-Isenburg)

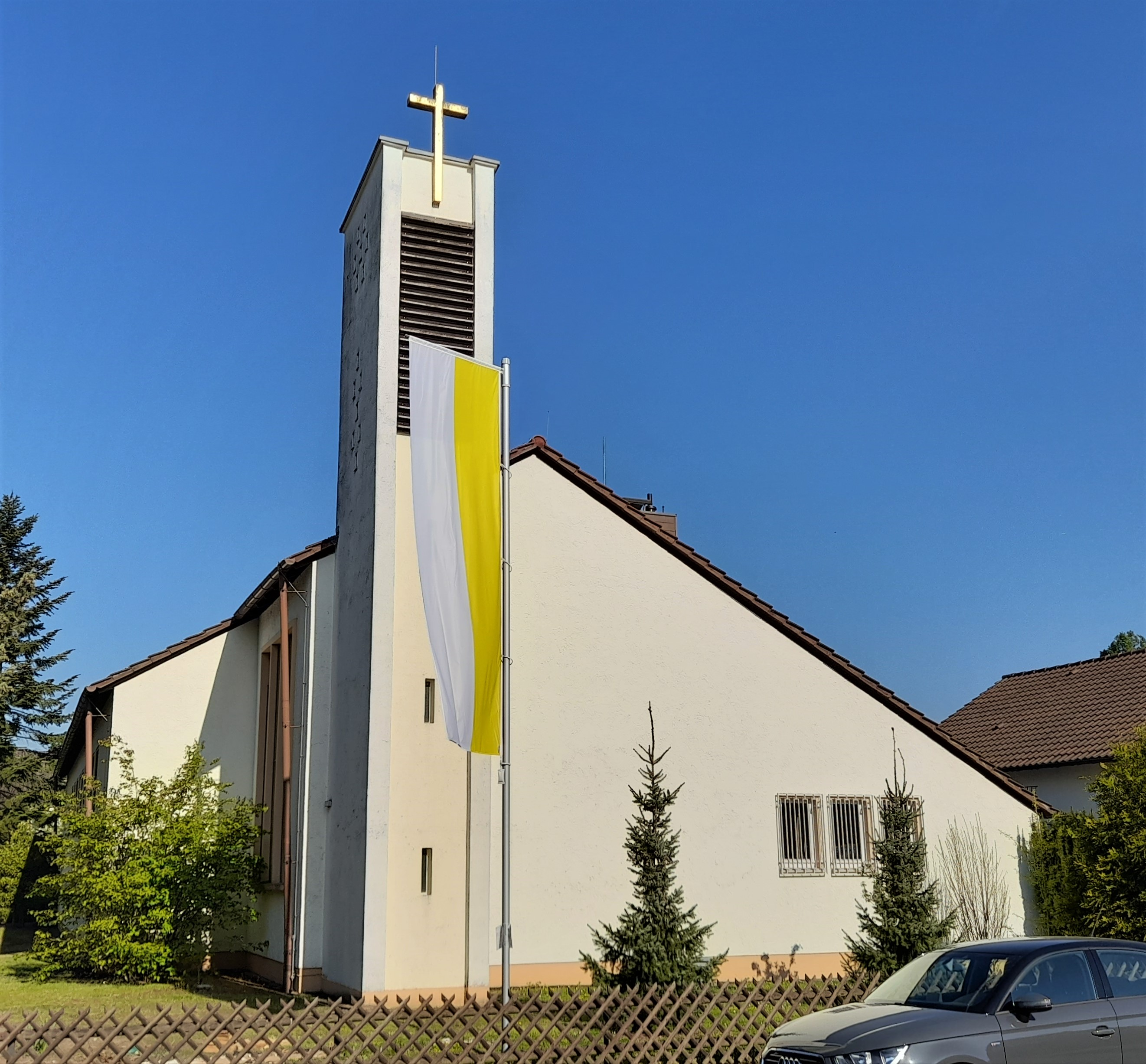
Südostansicht der katholischen Kirche Zum Heiligen Kreuz in Neu-Isenburg, erbaut 1960–1963

Die römisch-katholische Pfarrkirche Zum Heiligen Kreuz ist ein im Stil der Moderne errichtetes Kirchengebäude in Neu-Isenburg, einer Stadt im südhessischen Landkreis Offenbach. Die Pfarrgemeinde gehört zum Pastoralraum Dreieich-Neu-Isenburg der Region Mainlinie im Bistum Mainz.

## Geschichte
Nach Ende des Zweiten Weltkriegs verzeichnete die Stadt Neu-Isenburg aufgrund des Zuzugs vieler überwiegend katholischer Heimatvertriebener ein starkes Bevölkerungswachstum. Damit einhergehend nahm auch die Zahl der katholischen Gemeindemitglieder im einst protestantisch geprägten Neu-Isenburg deutlich zu, sodass Pläne zur Errichtung einer zweiten katholischen Kirche im Ort entworfen und zu Beginn der 1960er-Jahre realisiert wurden.
Im südlich der Altstadt gelegenen Neubaugebiet „Buchenbusch“, nahe der zu dieser Zeit fast fertiggestellten evangelisch-reformierten Buchenbuschkirche, wurde am 13. November 1960 im Beisein von Pfarrer Biewer der Grundstein für die Kirche Zum Heiligen Kreuz gelegt. Nachdem der Neubau am 1. Mai 1962 fertiggestellt und eingesegnet wurde, folgte am 15. September 1963 die Weihe des neuen Kirchengebäudes durch den Mainzer Bischof Hermann Volk. Bereits fünf Jahre später wurde aufgrund der Beschlüsse des Zweiten Vatikanischen Konzils eine Umgestaltung des Chorraums der noch jungen Kirche vorgenommen.

## Ausstattung
Der Altar der Kirche war ein Geschenk der Mutterpfarrei St. Josef im Norden Neu-Isenburgs an die 1964 neu gegründete Pfarrei Zum Heiligen Kreuz im Süden der Stadt. Im Zuge der Umbauarbeiten 1968 wurde der Altar verkleinert und von der Wand abgerückt.
Die drei Glocken von Heilig Kreuz stammen aus der Heidelberger Glockengießerei von Friedrich Wilhelm Schilling. Sie wurden am Tag der Einsegnung der Kirche, dem 1. Mai 1962, geweiht. Bei ihrem Läuten erklingt der Dreiklang d′′ – f′′ – g′′.

## Bildergalerie

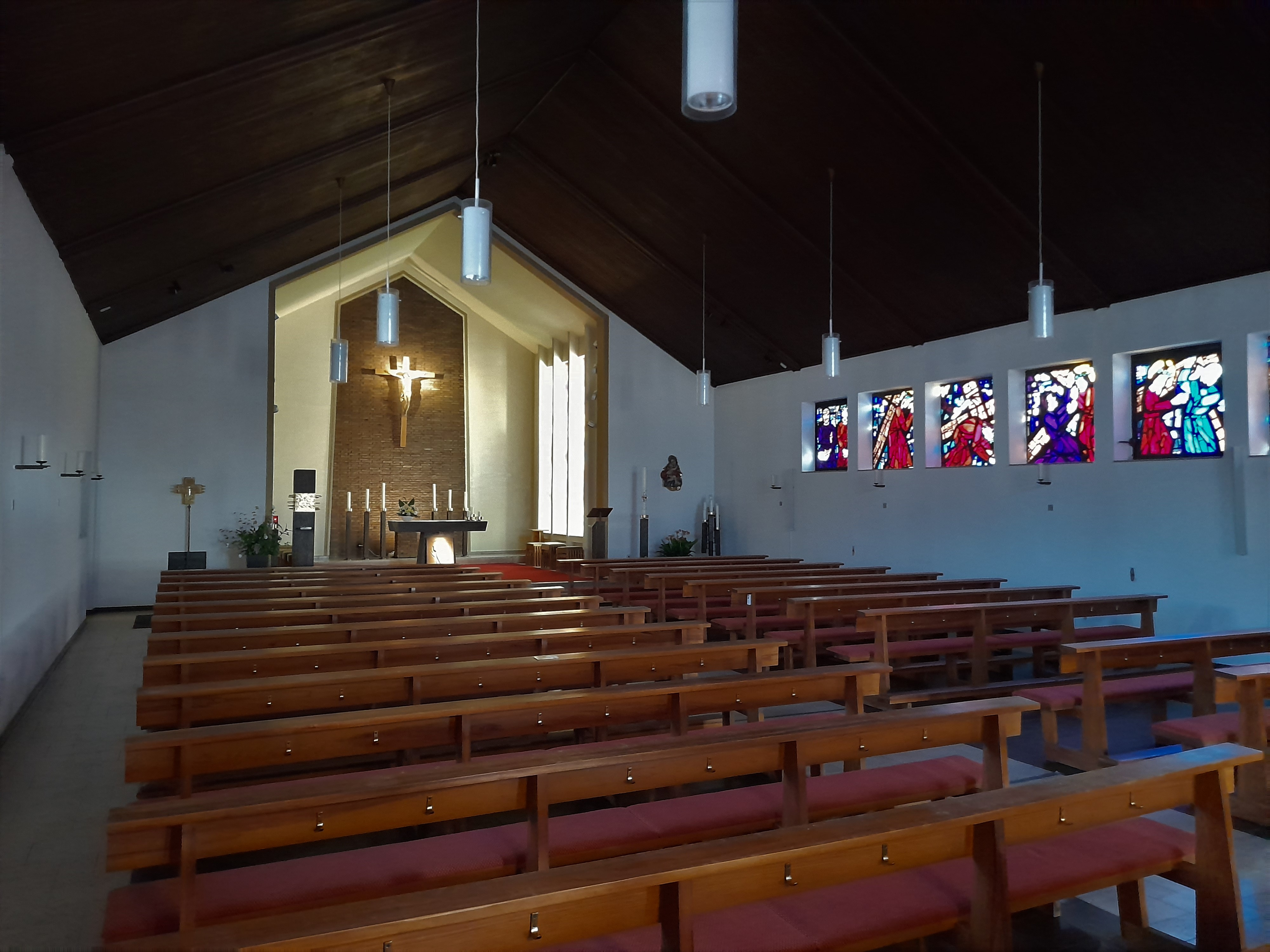
Innenraum der Kirche
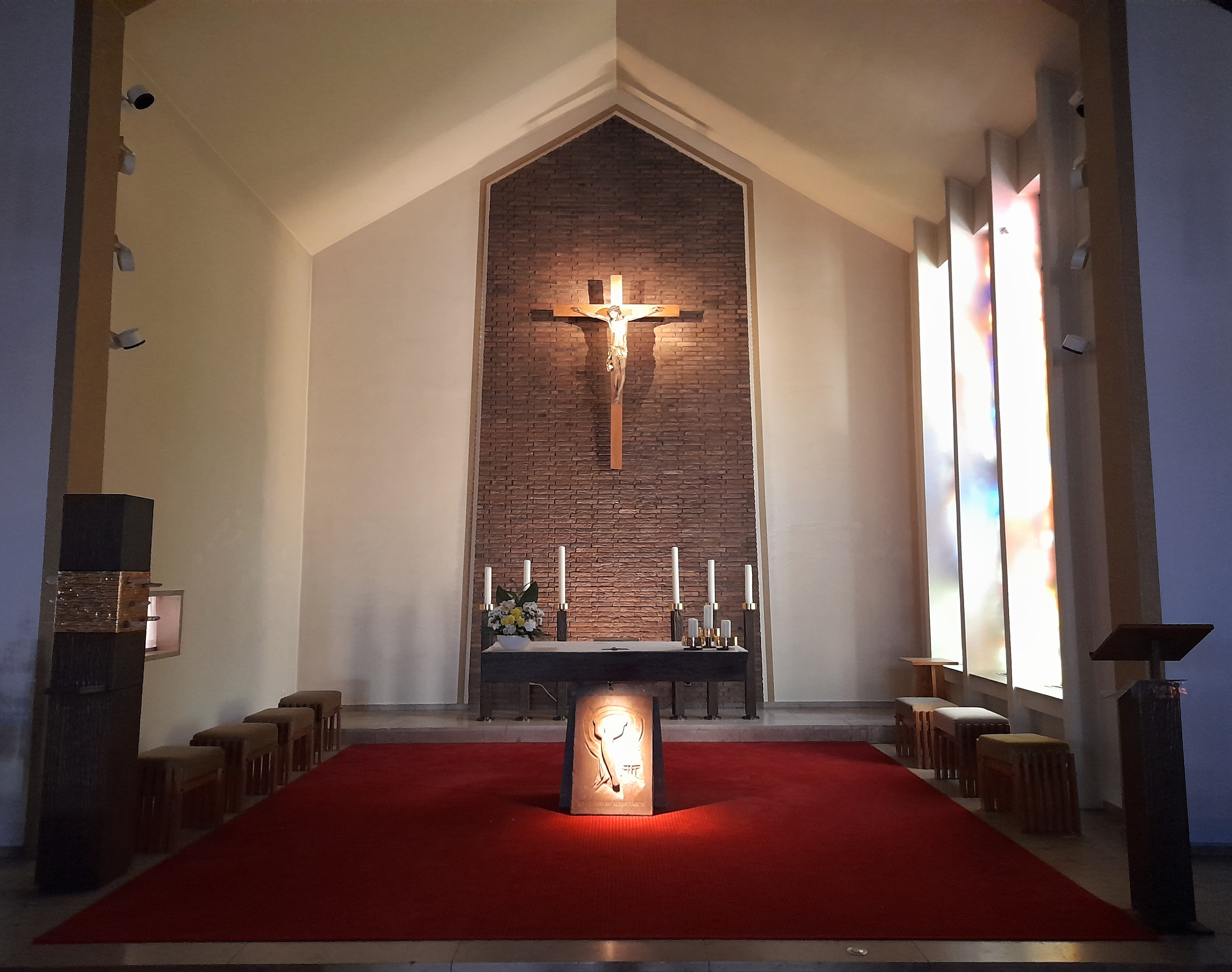
Altarraum der Kirche
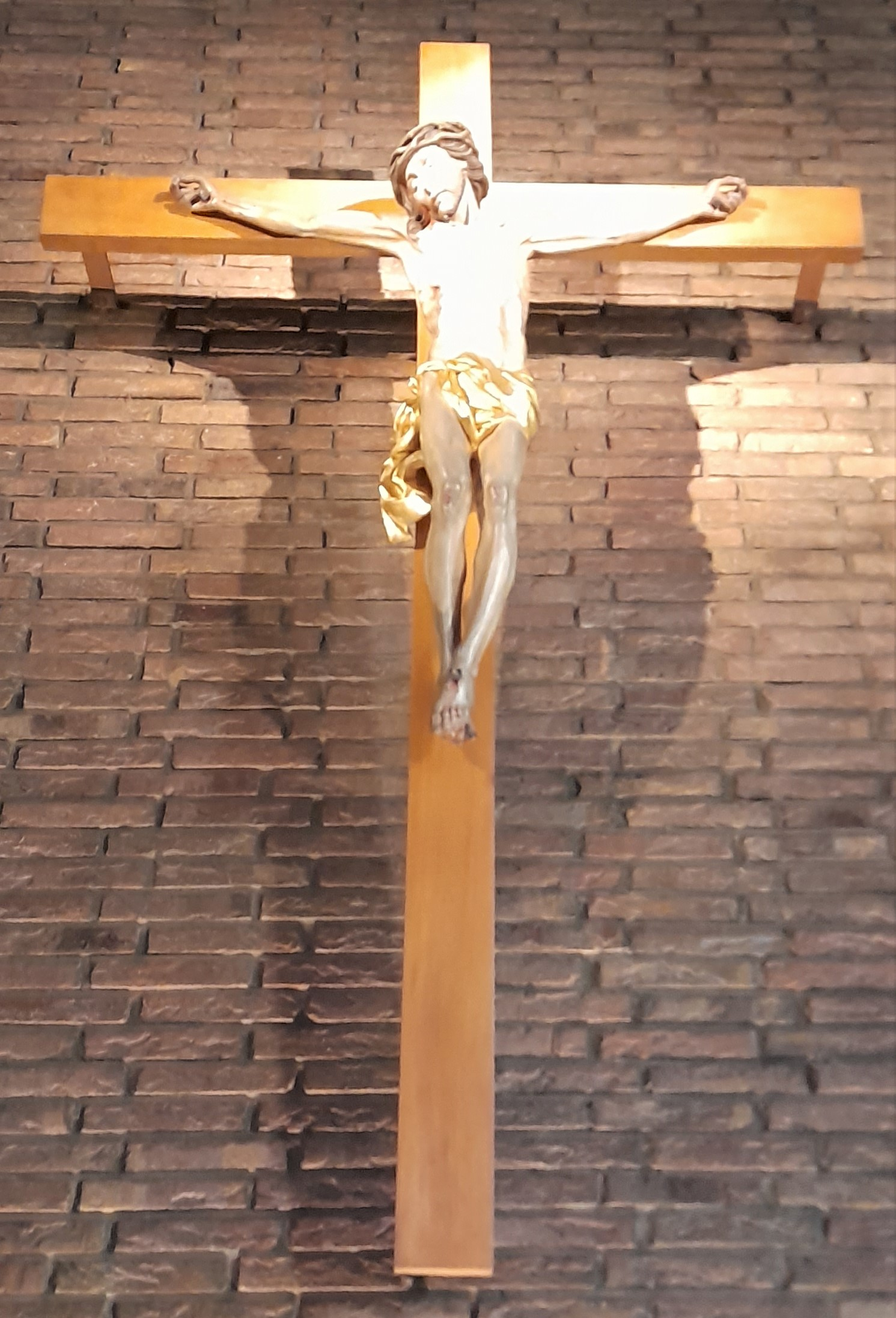
Altarkreuz
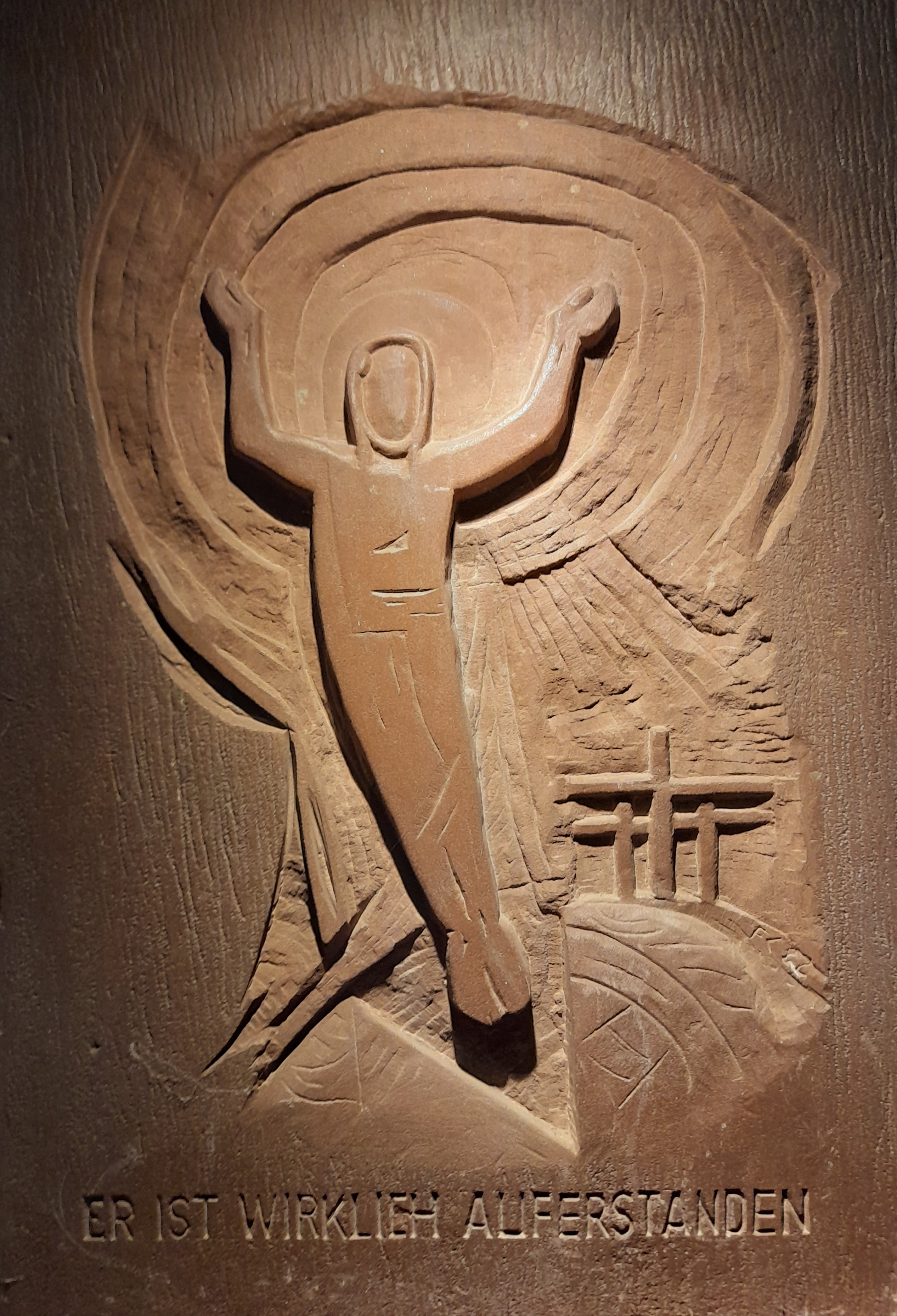
Altarrelief
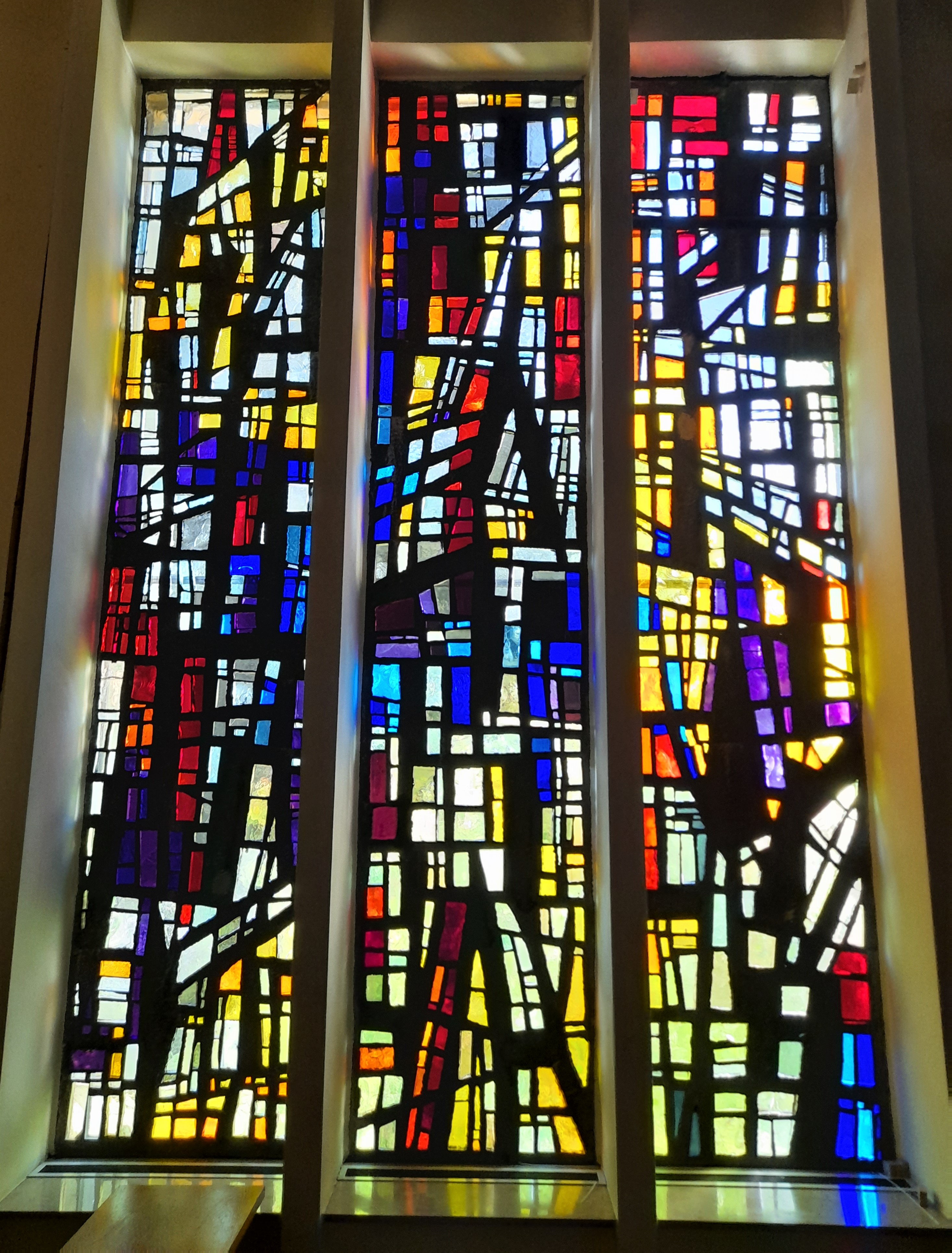
Altarfenster
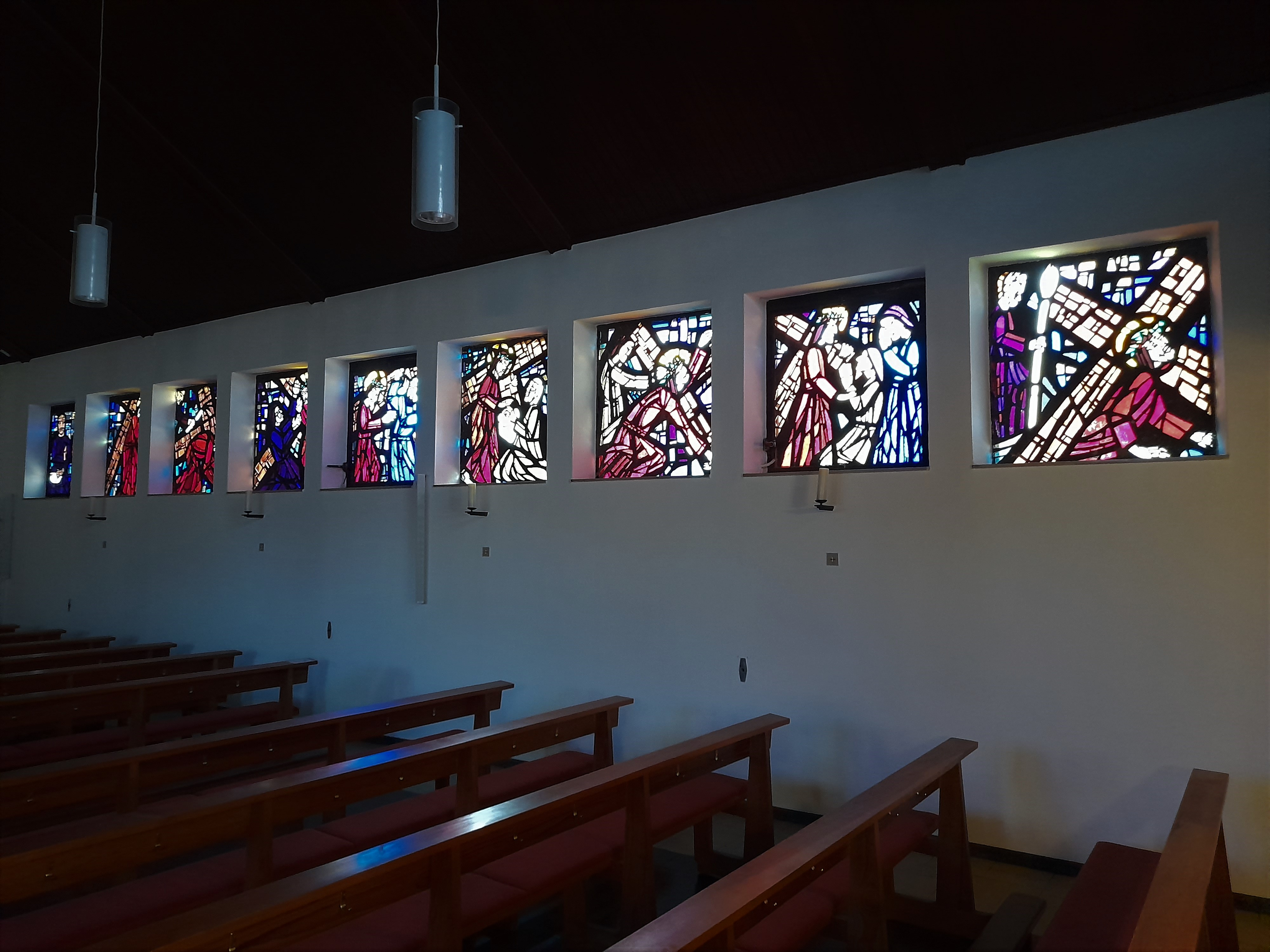
Kreuzwegfenster
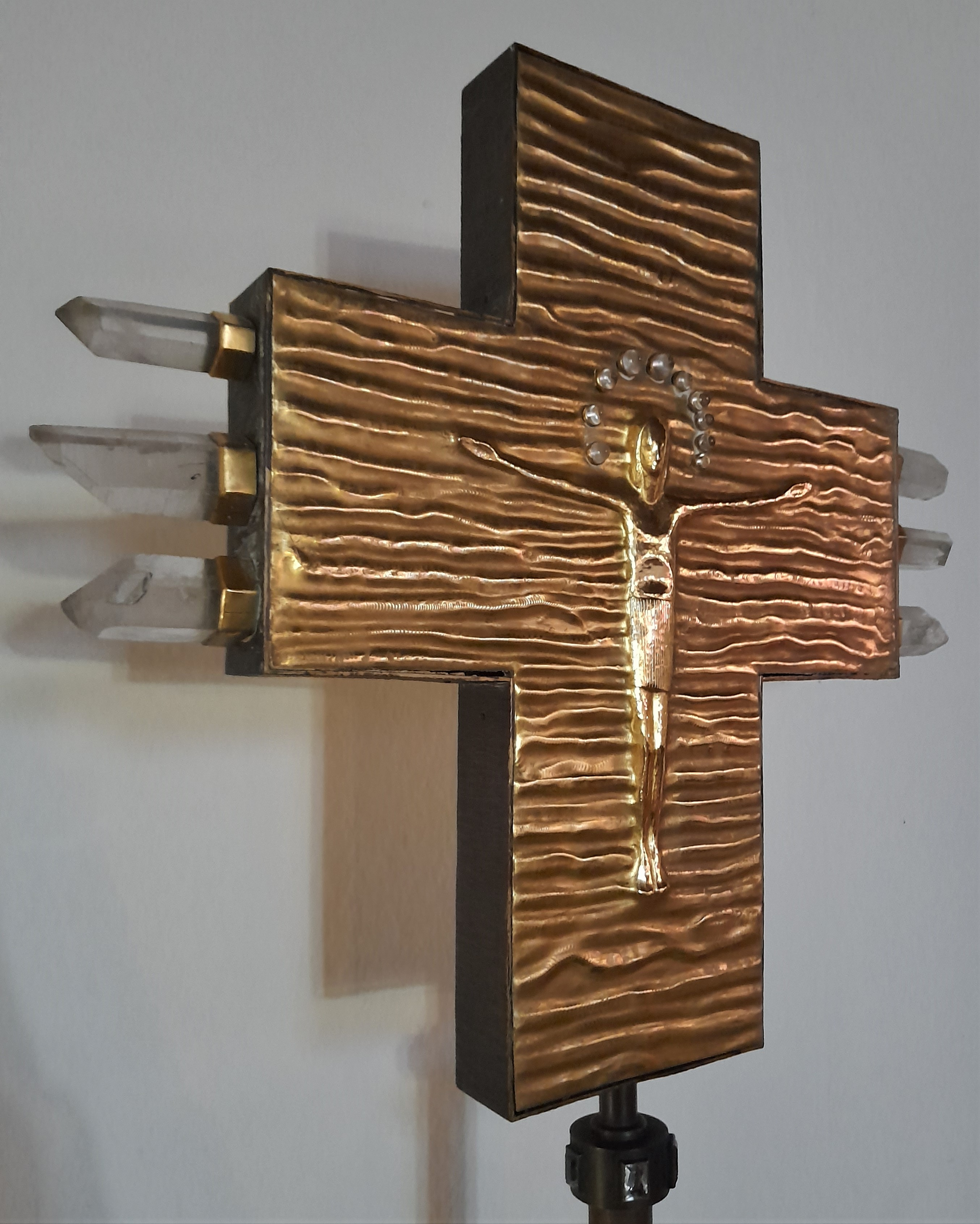
Prozessionskreuz
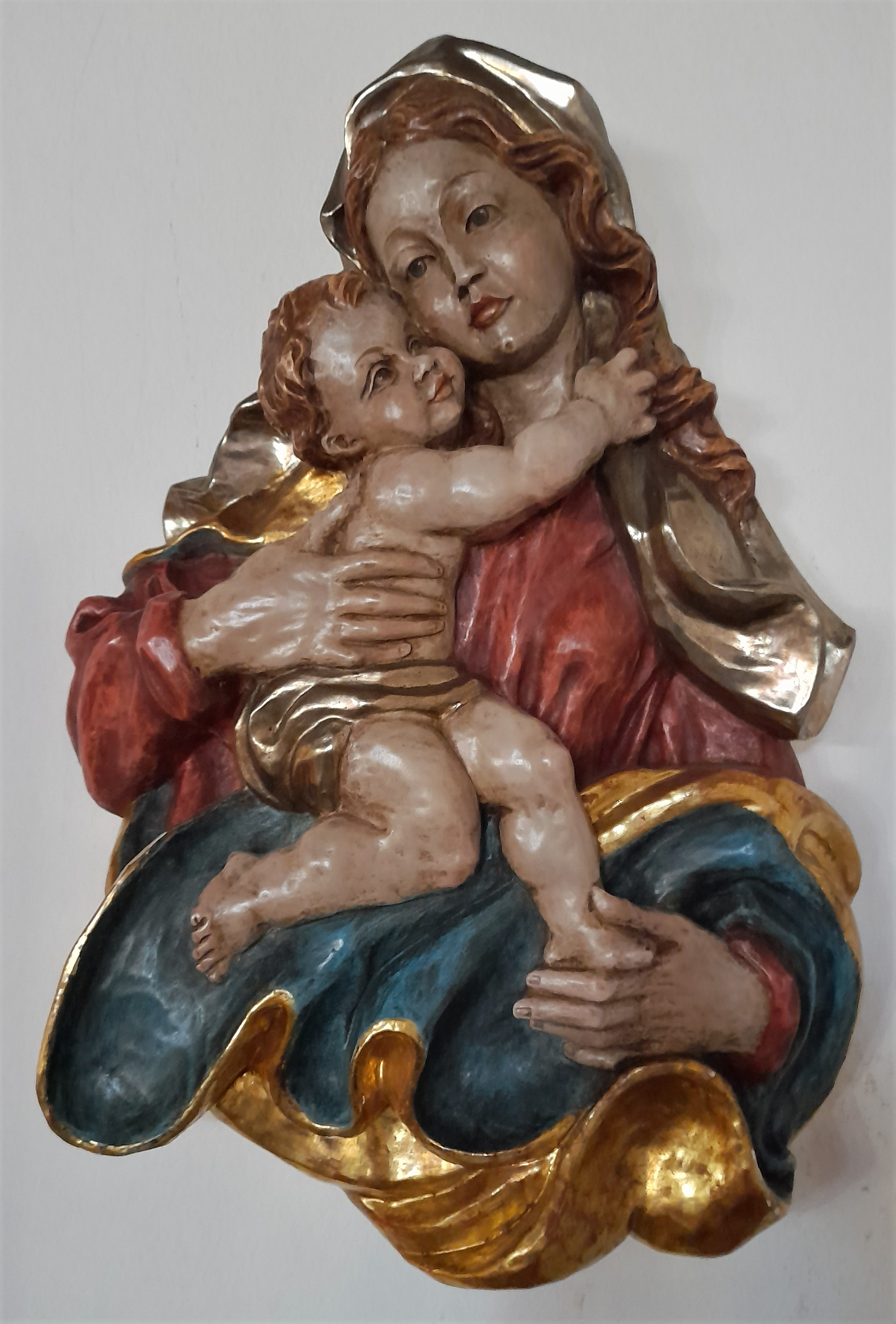
Marienplastik
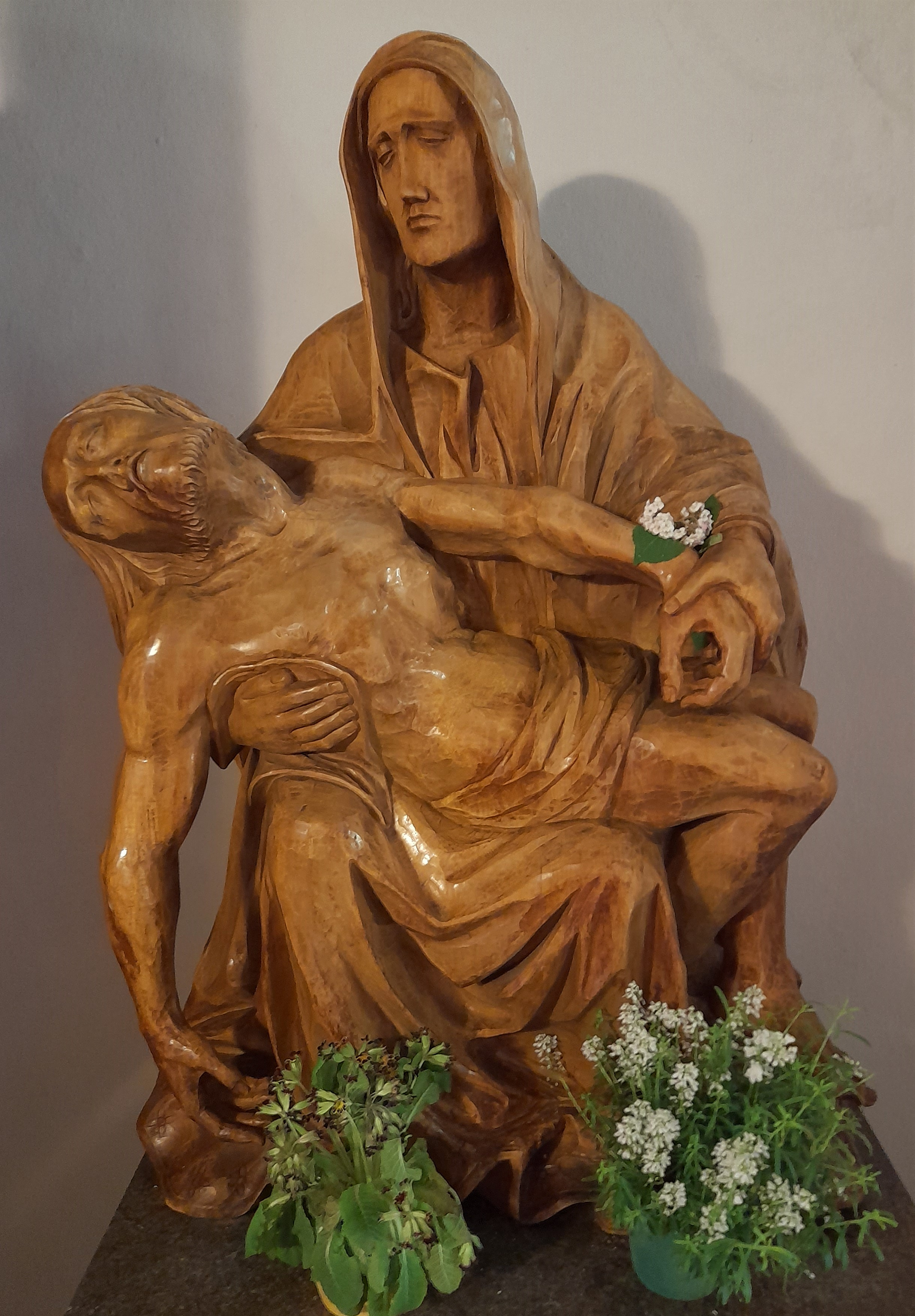
Pietà unter der Empore
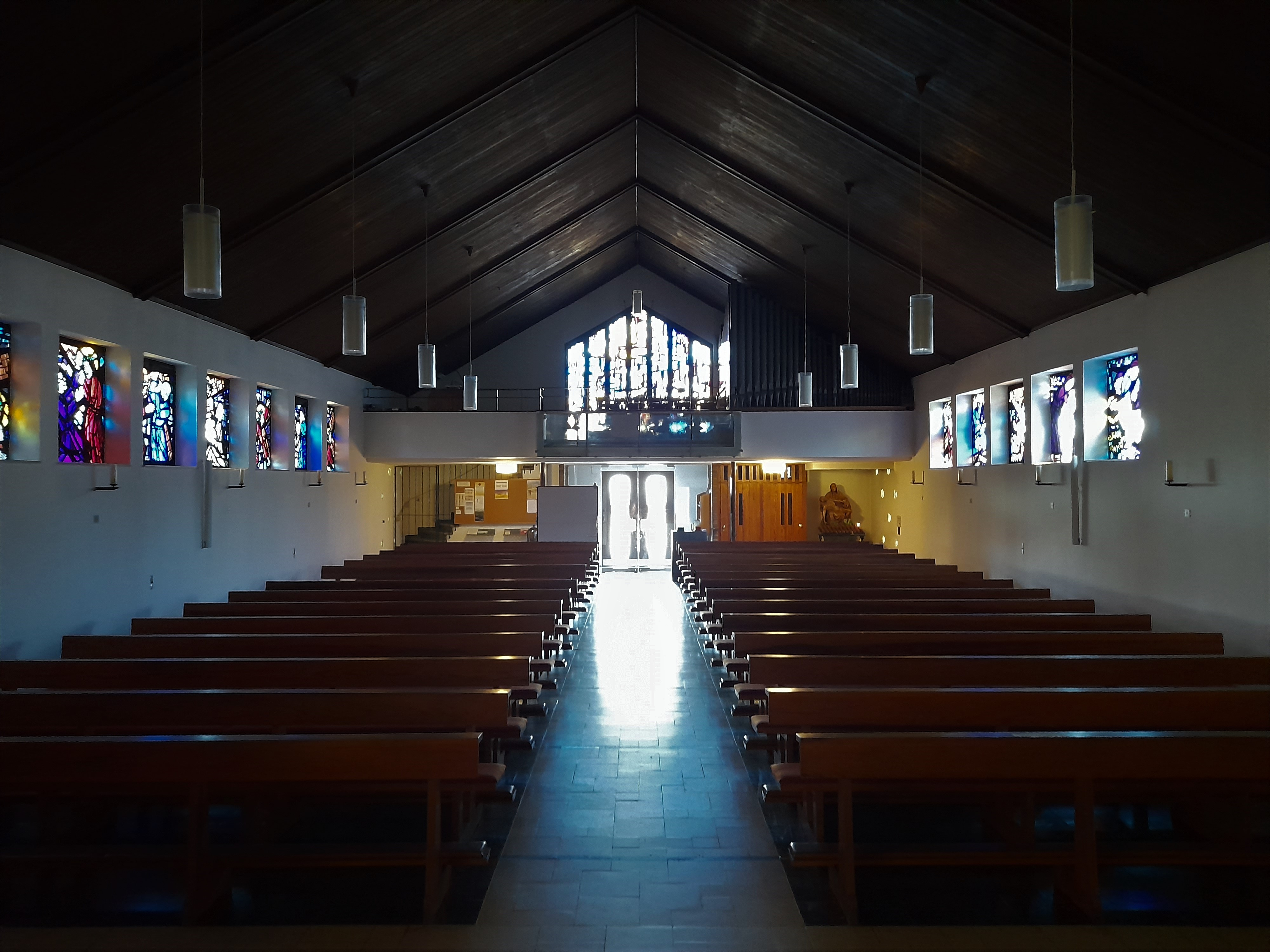
Orgelempore der Kirche